# Strombad Kritzendorf

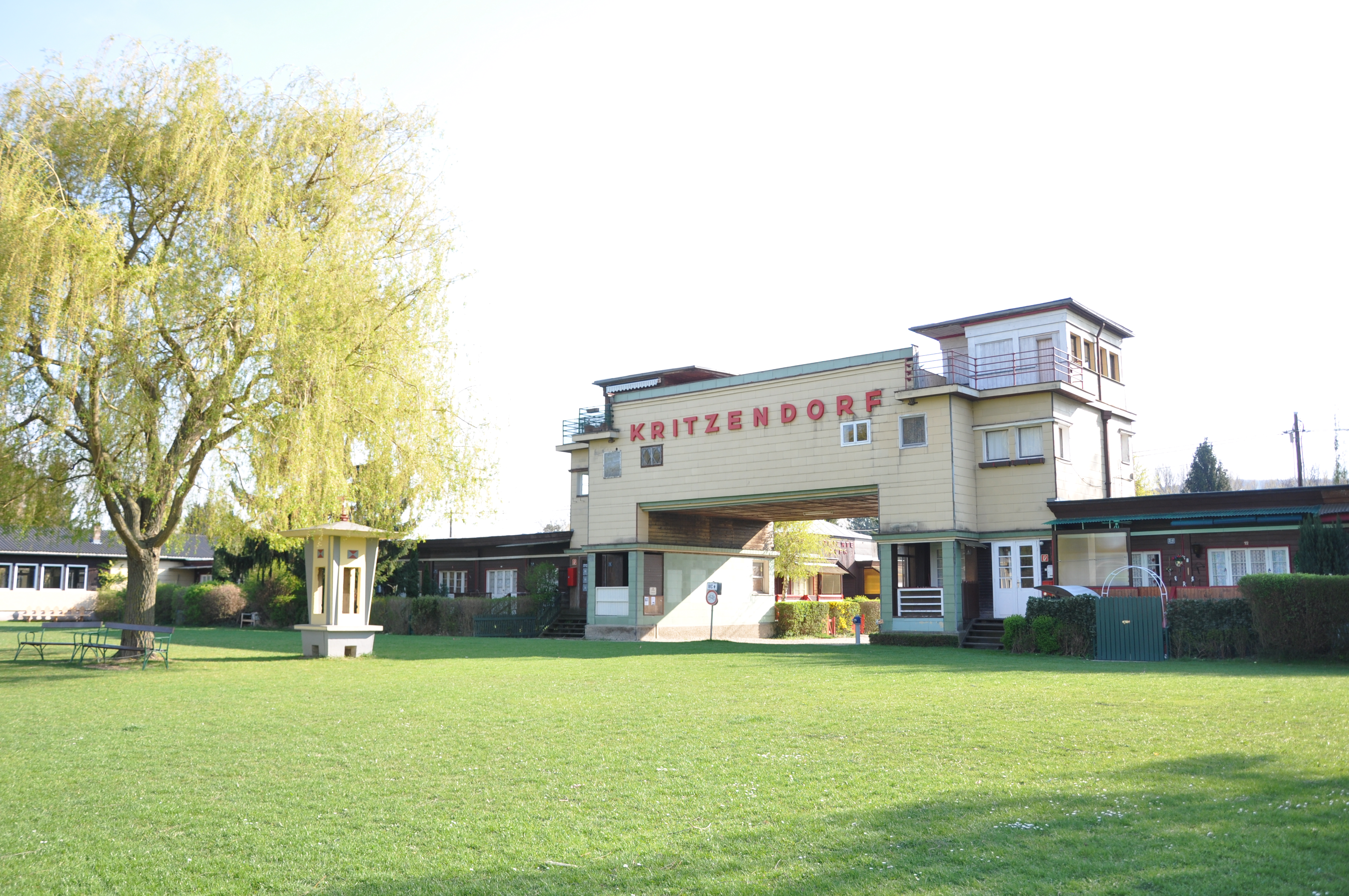
Hauptgebäude des Strombads Kritzendorf mit Durchgang von der Liegewiese zum zentralen Platz

Das Strombad Kritzendorf ist ein rund zwölf Kilometer nördlich von Wien am rechten Donauufer in der niederösterreichischen Ortschaft Kritzendorf befindliches Bad. Es war eines der ersten Freiluftbäder Österreichs und hatte seine Blütezeit in der Zwischenkriegszeit, wo es an einzelnen Wochenenden bis zu 12.000 Besucher aus allen sozialen Schichten frequentierten. Die Anlage wird heute zwar nicht mehr als öffentliches Freibad betrieben, die Liegewiese am Donauufer ist jedoch frei zugänglich und wird im Sommer auch von zahlreichen Gästen genützt.
Rund um das eigentliche Bad befindet sich auch eine Schrebergartensiedlung gleichen Namens. Die Gartenparzellen in der Anlage werden heute unter dem Namen „Donausiedlung“ ganzjährig durch die Bäderverwaltung der Stadtgemeinde Klosterneuburg verpachtet.

## Von der Entstehung bis zum Zweiten Weltkrieg

Kritzendorf, Strombad: Rondeau (Ansichtskarte aus der Zwischenkriegszeit)

Im Jahre 1887 wurde in einen – im Zuge der Donauregulierung kurz zuvor stillgelegten – Seitenarm der Donau ein privates Badeschiff vertäut, um auch Nichtschwimmern und Anfängern ein gesichertes Schwimmen zu ermöglichen. Zwischen zwei Bootskörpern befand sich ein hölzerner Schwimmkorb, umgeben von Umkleidekabinen, die auch Sichtschutz boten. Damen und Herren badeten zu getrennten Zeiten. Da die Wasserqualität im nicht mehr durchflossenen Seitenarm nach wenigen Jahren stark abgenommen hatte, musste dieses aufgegeben werden. 1903 wurde vom Verschönerungs- und Geselligkeitsverein „Die Linde“ ein neues Badeschiff direkt am Ufer des Stromes vertäut und daher „Strom-Bad“ genannt. Wegen des großen Andrangs und dem Wunsch nach gleichzeitiger Benützung durch Damen und Herren wurde nach wenigen Jahren ein größeres Floß mit zwei getrennten Schwimmkörben und umgebenden Kabinen angeschafft. Bald entstanden auch am Ufer Kabinen, Kioske und eine Zeile mit Bretter-Hütten. Nach dem Ersten Weltkrieg entstanden weitere Hüttenzeilen, die zum Schutz vor Hochwasser auf Piloten errichtet wurden, mit ausgebauten Dachgiebeln. 1927 erfolgte ein Um- bzw. Ausbau des Geländes und die Rahmung des zentralen Platzes mit einem Rondeau, Kabinen- und  Kabanen- (Wohnkabinen) Trakten, einer Brücke zur Strandwiese, einem Wetterhäuschen und einem Strandpavillon, und zwar durch die Architekten Heinz Rollig (1893–1978) und Julius Wohlmuth (1874–1931).
Ursprünglich als Freiluftbad für die weniger wohlhabende Bevölkerung gedacht, entwickelte sich das Strombad Ende der 1920er Jahre langsam zum mondänen Badeplatz der Wiener Oberschicht, die hier von Architekten wie Adolf Loos, Fritz Keller, Felix Augenfeld, Anton Potyka oder Heinz Rollig Villen und Wochenendhäuser errichten ließ. Im Strandpavillon spielten die Wiener Symphoniker auf. Der Ort erhielt Spitznamen wie "Riviera an der Donau", Kritz-les-Bains", oder auch "Gelsenstadt" oder "Kratzendorf". Der Kritzendorfer Strandmarsch, das Lied „Mein Schatz ist bei der Feuerwehr in Kritzendorf“ von Hermann Leopoldi, aber auch Verballhornungen wie „Komm mit nach Kritzendorf, wo jeder mit mir schwitzen dorf“ waren in aller Munde.
Die Blütezeit des Strombades endete 1938 jäh mit der Machtübernahme der Nationalsozialisten in Österreich. Durch die Nürnberger Rassengesetze wurden 80 Prozent der Pächter als Juden verfolgt, ihre Pachtverträge wurden fristlos gekündigt und an nationalsozialistische Parteigänger übertragen.

## Nach 1945

### Rückarisierung
Nach dem Zweiten Weltkrieg wurden die arisierten Hütten vom damaligen provisorischen Bäderverwalter Hans Reif in einer beispiellosen, von ihm so genannten „Rückarisierung“ gekündigt mit dem Ziel, diese an die ursprünglichen Besitzer zurückzugeben. Doch nur wenige überlebten, noch weniger kamen zurück.

### Ende des Badebetriebes
Bis 1977 gab es regulären Badebetrieb, seither ist das Areal frei zugänglich.

### Renovierung 2002
Im Jahr 2002 wurde der Rondeauplatz, das Zentrum des Bades, renoviert und in seiner ursprünglichen Weise wieder aufgebaut. Heute zieht die Strandwiese an schönen Wochenenden wieder zahlreiche Besucher an.

### Hochwasser 2013
Im Sommer 2013 wurde das Strombad vom Hochwasser in Mitteleuropa heimgesucht, das mit bisher nie da gewesenen Schlammsedimenten verbunden war.

### Sommerfest "Krido Open"
Seit 2014 findet ein großes Sommerfest, veranstaltet von der Kulturinitiative Kritzendorf, das sogenannte „Krido Open“ statt, bei dem Bewohner ihre Häuser und Gärten für kulturelle oder kulinarische Events öffnen und zu dessen Abschluss auf der zentralen Badewiese ein großes Konzert stattfindet. Ziel ist die Erhaltung und Renovierung der historischen öffentlichen Gebäude, wofür die Einnahmen aus dem Fest verwendet werden.

### Brand 2022
In der Nacht auf den 2. November 2022 entstand ein Brand, der zwei Gebäude, das Bauhofgebäude der Stadtgemeinde Klosterneuburg sowie das angebaute historische Vereinsgebäude der Donausiedlung Kritzendorf, sowie drei Kfz vernichtete. 120 Feuerwehrleute konnten mit Löschwasser aus der Donau verhindern, dass der Brand sich ausweitete. Brandermittler vermuten den Ladevorgang der Batterie eines Elektro-Lkws unter dem Carport als Brandursache. Der Brand konnte in zwei Stunden gelöscht werden. Der Schaden beträgt mehrere 100.000 Euro.

## Erwähnung in Medien
Die Ferienkolonie fand Eingang in die Literatur, unter anderem beim Roman „Die Strudelhofstiege“ von Heimito von Doderer, „Tante Jolesch“ von Friedrich Torberg, in der Novelle „Brigitte und Regine“ von Franz Karl Ginzkey, in den Romanen Tauschzentrale und Kleine Damengröße von Erika Mitterer und im historischen Kriminalroman "Mord im Auwald" (2020) von Beate Maly. Neben dem bereits erwähnten Gedicht „Sommerpläne“ machten Lieder wie „Mein Schatz ist bei der Feuerwehr in Kritzendorf“ von Hermann Leopoldi und „In Kritzendorf sind so viele Gelsen“ von Sepp Fellner den Ort bekannt. Das in Deutschland bekannte Lied Ich hab’ mein Herz in Heidelberg verloren wurde zum Untertitel des Stummfilms „Wochenendzauber - Ich hab mein Herz in Kritzendorf verloren“ (1927). In der Fernseh-Dokumentation Erbe Österreich – Lebensraum Strombäder spielt das Strombad Kritzendorf die Hauptrolle.